# Königliche Marine (Marokko)
Die Königlich marokkanische Marine (arabisch القوات البحرية الملكية المغربية, DMG al-Quwwāt al-baḥriyya al-malakiyya al-maġribiyya, Zentralatlas-Tamazight ⴰⴷⵡⴰⵙ ⴰⴳⵍⴷⴰⵏ ⵏ ⵢⵉⵍⴻⵍ Adwas Ageldan n Yilel, französisch Marine royale, spanisch Marina Real Marroquí) ist die Seestreitmacht der Streitkräfte des Königreich Marokko.
Sie wurde am 1. April 1960 vom damaligen König Mohammed V. gegründet, um die marokkanischen Küsten sowie die Straße von Gibraltar zu überwachen und zu beschützen. Marokko ist das einzige afrikanische Land, das eine Seeküste zum Atlantik und zum Mittelmeer besitzt.

## Geschichte
Am 1. April 1960 vom damaligen König Mohammed V. gegründet, änderte sich die Rolle der Marine seit dem Ende des Kalte Krieges. Das Land spielt eine wichtige Rolle in Migrationsbewegungen von Afrika nach Europa. Auch als Durchgangsstation für den Drogenschmuggel ist Marokko wichtig. Anfang 2009 nahmen die Behörden 81 Personen, darunter Beamte der Königlichen Marine, der Gendarmerie und der Auxiliary Forces fest, weil sie Teil eines Drogenschmuggler-Rings an der Küste von Nador gewesen sein sollen.
Im Juli 2018 kam es zu einer Konfrontation von marokkanischen und algerischen Marineschiffen im Mittelmeer. Die marokkanische Marine verlegte Fregatten an ihre Nordküste, um auf die dortige Präsenz algerischer Schiffe zu antworten.

## Struktur
Der größte Marinestützpunkt befindet sich in Casablanca. Andere kleinere Stützpunkte gibt es in Agadir, al-Hoceima, ad-Dakhla, Kenitra, Safi und Tanger. Die Mannstärke der Königlichen Marine betrug 2020 etwa 7.800 Mann.
Der Marinestützpunkt in Ksar-Seghir im Norden des Landes ist die erste Basis, die nur dem marokkanischen Militär dient und auch sonst eine der wichtigsten im Königreich. Die Kosten für den Bau beliefen sich auf 1,39 Milliarden marokkanische Dirhams.
Die Aufgaben der Königlichen Marine im Detail sind folgende:
- Logistische Unterstützung
- Überwachung der Wasserqualität
- Küstenwache
- Hilfe bei wissenschaftlichen Untersuchungen zur Ozeanografie, Hydrographie und Meteorologie
- Repräsentation im Ausland
- Durchsetzung der Zoll-Bestimmungen
- Bekämpfung von illegalem Handel (Drogen, Plagiate etc.)

## Marineinfanterie
Die Königliche Marine verfügt für Transporte, Sabotagen und Spezialeinsätze über rund 1.500 Marinesoldaten. Sie sind in 2 Marineinfanterie-Bataillone unterteilt, die sich in den Marinestützpunkten al-Hoceima, ad-Dakhla und Agadir befinden. Eine weitere Kompanie ist in Casablanca stationiert.
Die Marineinfanterie verfügt über Panzerabwehrraketen, schwere Maschinengewehre, 23-mm-Maschinenkanonen (einige auf die Fahrzeuge montiert), 120-mm-Mörsern und Rückstoßfreie Kanonen. Beweglich gemacht ist sie mit leichten taktischen Fahrzeugen wie HMMWVs und Transport-LKW.

## Ausrüstung

### Fregatten
| Schiffsklasse     | Foto | Herkunft    | Schiffe                          | Anmerkungen    |
| ----------------- | ---- | ----------- | -------------------------------- | -------------- |
| Aquitaine (FREMM) |      | Frankreich  | Mohammed VI (701)                | U-Jagdfregatte |
| SIGMA 10513       |      | Niederlande | Tarik Ben Ziyad (613)            |                |
| Floréal           |      | Frankreich  | Mohammed V (611) Hassan II (612) |                |

### Korvetten und Schnellboote
| Schiffsklasse | Foto | Herkunft    | Schiffe | Anmerkungen           |
| ------------- | ---- | ----------- | --- | --------------------- |
| SIGMA 9813    |      | Niederlande | Sultan Moulay Ismail (614) Allal Ben Abdellah (615)                                                         |                       |
| Descubiertae  |      | Spanien     | Lieutenant-Colonel Errhamani (501)                                                                          |                       |
| Lazaga        |      | Spanien     | Commandant Al Khattabi (304) Commandant Boutouba (305) Commandant El Harty (306) Commandant Azouggarh (307) | Flugkörperschnellboot |

### Patrouillenboote
| Schiffsklasse | Foto | Herkunft               | Schiffe | Anmerkungen  |
| ------------- | ---- | ---------------------- | --- | ------------ |
| OPV-70        |      | Frankreich             | Bir Anzaran (341)                                                                                             |              |
| Osprey-55     |      | Dänemark               | El Lahiq (308) El Tawfiqa (309) El Hamiss (316) El Karib (317)                                                |              |
| PR-72         |      |                        | Okba (302) Triki (303)                                                                                        |              |
| Cormoran      |      | Spanien                | Lieutenant de Vaisseau Rabhi (310) Errachiq (311) El Akid (312) El Maher (313) El Majid (314) El Bachir (315) |              |
| RBP 20        |      | Frankreich             | | 10 Einheiten |
| Rodman 101    |      | Spanien                | | 10 Schiffe   |
| Bird          |      | Vereinigtes Königreich | (323) |              |

### Amphibische Fahrzeuge
| Schiffsklasse | Foto | Herkunft   | Schiffe                                                                  | Anmerkungen |
| ------------- | ---- | ---------- | ------------------------------------------------------------------------ | ----------- |
| BATRAL        |      | Frankreich | Daoud Ben Aicha (402) Ahmed Es Skali (403) Abou Abdallah El Ayachi (404) |             |
| LCT 50        |      | Frankreich | Sidi Ifni (409)                                                          |             |
| CTM           |      | Frankreich |                                                                          | 1 Schiff    |

### Luftfahrzeuge
- Drei Hubschrauber AS565MA Panther auf den Fregatten. Die Hubschrauber verließen das Werk mit den Seriennummern 6603, 6621 und 6622.[7][8]
- Zwei Beechcraft King Air 350 zur Seefernaufklärung[8]